# Mali nogomet
Mali nogomet je nogomet na igralištu manjih dimenzija. Igra se s dvije ekipe od pet igrača i vratarom. Za razliku od futsala, mali nogomet je u Hrvatskoj više rekreacijskoga karaktera.

## Povijest
Nakon temeljite rasprave, za izumitelja maloga nogometa priznat je Juan Carlos Ceriani. Taj urugvajski nogometni trener prvi je imao jasnu viziju nove loptačke igre, koju je 1930. predstavio na športskom natjecanju mladih kršćana u Montevideu. Ceriani je predstavio inačicu »five a side« (pet protiv pet), koja se pokazala vrlo dinamičnom, atraktivnom i posebno prikladnom jer nije tražila velik prostor. Mali nogomet vrlo se brzo širio svijetom. Igra je prvotno doživljavana kao neobvezna i ugodna rekreacijska zabava. Opća pravila nisu postojala. Mali nogomet igrao se na košarkaškim, rukometnim i hokejaškim igralištima, vrata su bila vrlo mala ili širine 3 do 5 metara, a u polju se igralo s petoricom do sedmoricom igrača. Prva pravila objavili su 1936. Brazilci, ali kako nije bilo organizacije koja bi skrbila o novoj nogometnoj disciplini, nisu postala obvezujuća. Prvo međunarodno malonogometno natjecanje održano je 1965. Bilo je to prvenstvo Južne Amerike koje su osvojili Paragvajci. Do 2000. održano je još 13 prvenstava Južne Amerike, a pobjednik je uvijek bio Brazil. Brazilci su vladali i ostalim natjecanjima, što su se počela pripremati u Sjevernoj i Južnoj Americi. Potpunu nadmoć dokazali su i pobjedama na Panameričkom kupu 1980. i 1984. Mali nogomet postao je u Južnoj Americi toliko rasprostranjen i popularan da se u sedamdesetima pojavila potreba za jakom organizacijom. Stoga je 1971. u Brazilu utemeljena FIFUSA (Međunarodni savez za dvoranski nogomet). Novoutemeljena organizacija priredila je 1980. I. SP. Natjecanje je održano u São Paulu, a pobjednik je bio Brazil, ispred Paragvaja i Urugvaja.
Malonogometnoj organizaciji prilazilo je sve više novih zemalja, u igru su se sve više počeli uključivati Europljani. Drugo svjetsko prvenstvo odigrano je 1985. u Madridu, a treće 1988. u Australiji. U okviru FIFA-e postalo je jasno da se ne može zanemarivati rastuće zanimanje za mali nogomet. Uočivši da bi joj FIFUSA mogla postati suparnicom, FIFA je 1988. odlučila preuzeti punu jurisdikciju nad malim nogometom te je 1989. u Nizozemskoj organizirala svjetsko prvenstvo u tzv. futsalu, a prvi svjetski prvak postao je Brazil. Za službeni naziv igre uzet je futsal pod kojim se mali nogomet igrao na američkom kontinentu. Ta je kovanica nastala spajanjem španjolskih riječi futbal (nogomet) i sala (dvorana).

### U Hrvatskoj
Nerijetko organizatori turnire u malom nogometu u formatu igre 3x3 i 4x4 nazivaju mininogomet. Održavaju se i malonogometni turniri na pijesku, uglavnom u formatu 2x2 i 3x3 koje organizatori često nazivaju nogometni turniri na pijesku, iako se održavaju na manjim terenima s manjim golovima i ponekad na terenu s mantinelama, što se razlikuje od pravila nogometa na pijesku.
WMF Svjetsko prvenstvo za žene 2024. održano je u Malom Lošinju.

## Varijante
Prema broju igrača
- 2x2[3]
- 3x3 ili 3+0
- 3+1
- 4x4 ili 4+0
- 4+1
- 3+2
- 5+1
- 6+1

Teren
- na mantinele
- kavez (cageball)
- arena nogomet (arena soccer)
- jorkyball
- na male golove
- na pijesku (manji teren i manji golovi od nogometa na pijesku)

Pravila
- tri kornera penal
- na akumulirane prekršaje
- penal se puca s gola (odnosno gol-aut linije) na (prazan) gol

## Organizacije (dio)
Svjetske
- World Minifootball Federation (WMF)
- International Socca Federation (ISF)

Europske
- European Minifootball Federation (EMF)

## Vanjske poveznice
- Nogometni leksikon (pristupljeno 25. siječnja 2012.)
- fcsplit.com, Počeci futsala u Hrvatskoj i svijetu  Arhivirana inačica izvorne stranice od 18. studenoga 2016. (Wayback Machine), pristupljeno 26. listopada 2016.